# Heart of Steel (låt)
Heart of Steel är en låt av det ukrainska elektroniska duon Tvorchi. Låten var Ukrainas bidrag i Eurovision Song Contest 2023 i Liverpool efter att ha vunnit den ukrainska uttagningen Vidbir.
Tvorchi-medlemmen Andrii Hutsuliak började skriva "Heart of Steel" 2022, under belägringen av Mariupol. Efter att ha sett videor av den ukrainska armén som försvarade Azovstals järn- och stålverk, inspirerades han att skriva en låt baserad på beslutsamheten att inte ge upp området.

## Eurovision Song Contest
Vidbir 2023 var den sjunde upplagan av Vidbir, tävlingen som brukar användas för att bestämma det ukrainska bidraget till Eurovision Song Contest. Tävlingen ägde rum i en tunnelbanestation i Kiev, den 17 december 2022 där tio bidrag tävlade om vinsten. Tvorchi med låten "Heart of Steel" vann tävlingen och fick därmed representera Ukraina i Eurovision Song Contest 2023 i Liverpool. Eftersom Ukraina vann tävlingen 2022 behövde inte landet kvalificera sig vidare i någon semifinal utan hade en direktplats i finalen.
"Heart of Steel" slutade på en sjätte plats i finalen med totalt 243 poäng.